# Islam Timurziyev
Islam Yajiayevich Timurziyev (en ruso: Ислам Яхьяевич Тимурзиев; Nazrán, 9 de enero de 1983-Nazrán, 31 de agosto de 2015) fue un deportista ruso que compitió en boxeo.
Ganó una medalla de bronce en el Campeonato Mundial de Boxeo Aficionado de 2007 y una medalla de oro en el Campeonato Europeo de Boxeo Aficionado de 2006, en el peso superpesado.
Cursó estudios superiores en el Instituto de Economía y Derecho de Nazrán. Falleció a los 32 años, a causa de las complicaciones de un tumor cerebral.

## Palmarés internacional
| Campeonato Mundial | Campeonato Mundial       | Campeonato Mundial | Campeonato Mundial |
| Año                | Lugar                    | Medalla            | Categoría          |
| ------------------ | ------------------------ | ------------------ | ------------------ |
| 2007               | Chicago (Estados Unidos) | Medalla de bronce  | +91 kg             |
| Campeonato Europeo |                          |                    |                    |
| Año                | Lugar                    | Medalla            | Categoría          |
| 2006               | Plovdiv (Bulgaria)       | Medalla de oro     | +91 kg             |